# Доксат (дем)
Доксат (на гръцки: Δήμος Δοξάτου, Димос Доксату) е дем в област Източна Македония и Тракия, Егейска Македония, Гърция. Център на дема е село Доксат.

## Селища
Дем Доксат е създаден на 1 януари 2011 година след обединение на две стари административни единици – демите Доксат (Доксато) и Каламбаки по закона Каликратис.

### Демова единица Доксат
По данни от 2001 година населението на дема е 11 000 жители. Демът се състои от следните демови секции и села:
- Демова секция Доксат
  - село Доксат (Δοξάτο, Доксато)
- Демова секция Борен
  - село Борен (Άγιος Αθανάσιος, Агиос Атанасиос)
- Демова секция Пазарлар
  - село Пазарлар (Αγορά, Агора) – 192 жители
- Демова секция Бунарбаши
  - село Горно Бунарбаши (Άνω Κεφαλάρι, Ано Кефалари)
  - село Долно Бунарбаши (Κάτω Κεφαλάρι, Като Кефалари)
- Демова секция Органджи
  - село Органджи (Κύργια, Кирия)
  - село Буджак (Βαθύσπηλο, Ватиспило)
  - село Арапли (Βαθυχώρι, Ватихори)
  - село Аша махале (Ευρύπεδο, Еврипедо)
  - село Касапли (Υψηλό, Ипсило)
- Демова секция Дизмикли
  - село Дизмикли (Πηγάδια, Пигадия)
  - село Кавакли (Αίγειρος, Егирос)
  - село Демирджояни (Περιστέρια, Перистерия)

### Демова единица Каламбак
Според преброяването от 2001 година дем Каламбак (Δήμος Καλαμπακίου) с център в Каламбак има 6481 жители и в него влизат следните демови секции и селища:
- Демова секция Каламбак
  - град Каламбак (Καλαμπάκι)
- Демова секция Фотовища
  - село Фотовища (Αγία Παρασκευή, Агия Параскеви)
- Демова секция Бошинос
  - село Бошинос (Καλαμώνας, Каламонас)
- Демова секция Йеди Пере
  - село Йеди Пере (Νεροφράκτης, Нерофрактис)
- Демова секция Фтелия
  - село Фтелия (Φτελιά)